# سيد مرسي
سيد محمود مرسي هو مُؤلف وشاعر غنائي مصري، وُلدَ في حي بولاق بالقاهرة. عارضت أسرته التحاقه بالفن، ولكنه التحق بالإذاعة وساعده في ذلك تشجيع الشاعر مأمون الشناوي. ولدَ في عام 1897، تُوفي في عام 1995.

## من أعماله
كتب عشرات من الأغاني الشهيرة والتي تغنى بها عدد من المطربين:[بحاجة لمصدر]
- عبد الغني السيد «عالحلوة والمرّة» لحنها محمود الشريف، و«سألوني كتير ع اللي جرى لي» من ألحان عبد المنعم الحريري.
- محرم فؤاد «كله ماشي وأدي حالك ياهوى» من ألحان بليغ حمدي و «آه من الحب» ألحان فاروق الشرنوبي.
- هدى سلطان «مافيناش من قولة آه – محسوده في حبك وبعد الام» لمحمد فوزي.
- «سلم علي - اسأل فيَّ» و «وحياة ابنك» و «مايصعبش عليك غالي» لنجاة الصغيرة لحنها بليغ حمدي.
- نادية فهمي «ماتكلمنيش» من ألحان سليمان فتح الله.
- وخلال احداث فيلم إسماعيل يس في السجن غنت مها صبري «يا حنيّن يا أبو قلب حنيّن» من ألحان محمد فوزي.
- ماهر العطار «على فين» لبليغ حمدي.
- فاطمة علي «يا قاصدين النبي» من ألحان عبد العزيز محمود.
- عفاف راضي «ردوا السلام» و «أغنية آه يا ليالي» من ألحان بليغ حمدي.
- عصمت عبد العليم «حبل الوداد» من موسيقى عبد الرؤوف عيسى.
- شادية «لا ياسي أحمد» لمحمد فوزي و «والنبي وحشتنا» لبليغ حمدي.
- سعد عبد الوهاب «وشك ولا القمر» من ألحانه.
- سعاد مكاوي «نويت على إيه» من موسيقى فؤاد حلمي، و «غني ياقلبي» من ألحان سليمان فتح الله، و «عشاق الجمال» لحسين جنيد.
- فايزة أحمد؛ خليكوا شاهدين" و "صعبان علينا" من ألحان محمد سلطان.
- ليلى مراد «مستنية» من ألحان محمد فوزي و «مسا الجمال» لحنها بليغ حمدي.
- هاني شاكر «اتحرك ياحبيبي» من ألحان حلمي بكر.
- «سلّم عليّ» لفهد بلان لحنها بليغ حمدي.
- «قاسي وناسي» لمحمد قنديل لحنها سليمان فتح الله.
- «أنا أعمل إيه» و «فاتت سنة» و «أول وآخر حبيب» لميادة الحناوي لحنها بليغ حمدي.
- وقدم اغنيات لوردة الجزائرية «مادريتوش» ألحان حلمي بكر «اشتروني، ليالينا، يا أولاد الحلال، وحشتوني، خليك هنا خليك، على قد مايومها، اسمعوني، احضنوا الأيام» من ألحان بليغ حمدي.

## روابط خارجية
- سيد مرسي على موقع الدهليز
- سيد مرسي على موقع قاعدة بيانات الأفلام العربية
- سيد مرسي على موقع ديسكوغز (الإنجليزية)